# Juri Camisasca
Juri Camisasca (né Roberto Camisasca à Melegnano le 9 août 1951) est un auteur-compositeur-interprète et compositeur italien.

## Biographie
Né à Melegnano, musicien autodidacte, Roberto Camisasca a fait ses débuts en 1974 avec le rock progressif de l'album de La finestra dentro, produit par Pino Massara (it) et Franco Battiato, qui a été largement salué par la critique. Dans les années suivantes, il a collaboré en tant que chanteur et  auteur-compositeur avec Battiato et d'autres chanteurs, et  a pris part au projet musical  Telaio Magnetico.
En 1979, Camisasca a décidé d'entrer dans un monastère Bénédictin, tout en restant actif comme compositeur pour des artistes tels que Milva, Alice et Giuni Russo. En 1987, il quitte la vie monastique pour une vie érémitique dans les pentes de l'Etna. Après avoir participé avec Battiato à l'Opéra Genesi comme chanteur et comme  narrateur il reprend son activité principale en 1988 avec l'album Te Deum.
Camisasca est également actif en tant que peintre icônes , une activité sur laquelle il s'est progressivement concentré.

## Discographie
Albums
- 1974 - La finestra dentro (Bla Bla, BBXL 10005)
- 1988 - Te Deum (EMI, 66 791529 1)
- 1991 - Il carmelo di Echt (EMI, 66 797202 1)
- 1999 - Arcano Énigma (Mercure, 546 082-2)
- 2016 - Spirituality (Warner Music, en couple avec Rosario Di Bella)